# Trogus koreensis
Trogus koreensis là một loài tò vò trong họ Ichneumonidae.